# كريس كوكس (لاعب غولف)
كريس كوكس (بالإنجليزية: Kris Cox)‏ هو لاعب غولف أمريكي، ولد في 22 أكتوبر 1996 في لافاييت في الولايات المتحدة.

## وصلات خارجية
- كريس كوكس على موقع رابطة لاعبي الغولف المحترفين (الإنجليزية)